# Saltriosaurus
"Saltriosaurus" ("ještěr ze Saltria") je neformální rodové jméno, přisouzené teropodnímu dinosaurovi, žijícímu v období jury. Zkameněliny tohoto teropoda objevil roku 1996 Angelo Zanella v severoitalském lomu v Saltriu. Zatím o něm není mnoho známo. Jméno, jež mu dal roku 2000 paleontolog Cristiano Dal Sasso, je považováno za nomen nudum.
Předpokládá se, že tento teropod byl podobný rodu Allosaurus. Byl však poněkud menší, měřil asi 8 metrů na délku a vážil něco přes 500 kilogramů. Lebka měřila na délku 70 cm, jeden objevený zub byl dlouhý 7 cm.
Dosud bylo objeveno pouze asi 10 % původní kostry, především pak části předních končetin a lopatkového pletence. Tento teropod měl tři prsty na přední končetině.
V prosinci roku 2018 byl tento teropod formálně popsán jako Saltriovenator zanellai.